# Neostrotia
Neostrotia é um gênero de traça pertencente à família Arctiidae.